# Academia de Drags (1.ª temporada)
A primeira temporada de Academia de Drags foi exibida pela internet, via Youtube, às vinte horas das segundas-feiras entre os dias 13 de outubro de 2014 e 8 de dezembro de 2014. Os Juízes incluíram a drag queen Silvetty Montilla, o estilista Alexandre Herchcovitch e o maquiador Eliseu Cabral.
Esta temporada teve sete episódios e contou com oito participantes que mostraram suas habilidades em dança, caracterização, talento, humor e personalidade de uma drag queen. A participante Gysella Popovick foi a grande vencedora do reality, na qual foi premiada com uma viagem internacional com acompanhante, uma peruca real da “Lully Hair” e um show produzido por uma boate em São Paulo, além de ser consagrada a drag queen mais completa do país. Yasmin Carraroh foi vice-campeã, e Rita von Hunty foi eleita pelo público a Miss arrasa bixa.
Atualmente, o episódio de estreia possui cerca de 328 mil visualizações.A recepção do público foi bastante positiva e devido a isso, foi anunciado no final de 2014 que o reality ganharia uma segunda temporada prevista para estrear em 2015.

## Aulas
As aulas são muitas vezes prefácios da prova final e geralmente acontecem no meio do reality. As aulas fazem referência ao mundo de uma drag queen e são ministradas por um dos jurados ou por um ou dois convidados que estarão no júri do referente episódio.
| Episódio | Data de exibição       | Aula                       | Professor                      |
| -------- | ---------------------- | -------------------------- | ------------------------------ |
| 1        | 13 de outubro de 2014  | Moda e Passarela           | Alexandre Herchcovitch         |
| 2        | 20 de outubro de 2014  | Maquiagem e Caracterização | Eliseu Cabral                  |
| 3        | 27 de outubro de 2014  | Humor                      | Grace Gianoukas                |
| 4        | 3 de novembro de 2014  | Interpretação              | Titi Muller e Luis Vaz         |
| 5        | 10 de novembro de 2014 | Dança                      | Jairo Azevedo e Alexia Twister |
| 6        | 17 de novembro de 2014 | não houve                  | não houve                      |
| 7        | 8 de dezembro de 2014  | não houve                  | não houve                      |

## Participantes
Eis as participantes consideradas as "alunas" da 1º temporada de Academia de drags:
(Idades na época da exibição)
| Participantes    | Nome Real          | Idade | Cidade Natal   | Episódio | Episódio | Episódio | Episódio | Episódio | Episódio | Episódio    |
| Participantes    | Nome Real          | Idade | Cidade Natal   | 1        | 2        | 3        | 4        | 5        | 6        | 7           |
| ---------------- | ------------------ | ----- | -------------- | -------- | -------- | -------- | -------- | -------- | -------- | ----------- |
| Gysella Popovick | Genival Alexandre  | 23    | Recife - PE    | APROV    | VENCEU   | APROV    | APROV    | APROV    | APROV    | VENCEDORA   |
| Yasmin Carraroh  | Paulo Sergio Viana | 23    | Dourados – MS  | APROV    | APROV    | VENCEU   | VENCEU   | RECUP    | APROV    | VICE-CAMPEÃ |
| Lavynia Storm    | Ramon de Mattos    | 25    | Cascavel - PR  | APROV    | APROV    | APROV    | RECUP    | APROV    | REPROV   |             |
| Xantara Thompson | Breno Tavares      | 25    | Brasília – DF  | VENCEU   | APROV    | APROV    | APROV    | VENCEU   | REPROV   |             |
| Rita von Hunty   | Guilherme Terreri  | 22    | São Paulo - SP | RECUP    | APROV    | APROV    | APROV    | REPROV   |          | Miss AB     |
| Musa             | Flávio Ramos       | 18    | São Paulo - SP | APROV    | RECUP    | RECUP    | REPROV   |          |          |             |
| Laurie Blue      | Natan              | 22    | Brasília – DF  | RECUP    | APROV    | REPROV   |          |          |          |             |
| Hidra Von Carter | Artur Viana        | 23    | São Paulo - SP | APROV    | REPROV   |          |          |          |          |             |

     A participante foi a vencedora da Academia de Drags.
     A participante ficou em segundo lugar e foi a vice-campeã da Academia de Drags.
     A participante foi a terceira colocada de Academia de Drags.
     A participante foi considerada a melhor na prova final e foi a vencedora da semana.
      A participante foi uma das piores e foi para a recuperação, ficando apta à eliminação.
     A participante foi uma das piores e foi reprovada/eliminada.
     A participante foi eleita a Miss Arrasa Bixa pelo público.
     A participante foi aprovada, avançou para a final, mas todas tiveram que dublar.

## Jurados (Conselho de Classe)
As participantes foram julgadas pelo “conselho de classe”, que é formado por um corpo de jurados denominados “professores”, onde de acordo com o desempenho das participantes decidirão quem foi à vencedora da semana, as que continuam no programa e quem irá para recuperação.
| Episódio | Data de exibição       | Jurado Fixo                                            | Jurado Convidado                        |
| -------- | ---------------------- | ------------------------------------------------------ | --------------------------------------- |
| 1        | 13 de outubro de 2014  | Silvetty Montilla Alexandre Herchcovitch               | Marcia Pantera Márcio Merighi           |
| 2        | 20 de outubro de 2014  | Silvetty Montilla Alexandre Herchcovitch Eliseu Cabral | Tchaka                                  |
| 3        | 27 de outubro de 2014  | Silvetty Montilla Alexandre Herchcovitch Eliseu Cabral | Grace Gianoukas Nelson Sheep            |
| 4        | 3 de novembro de 2014  | Silvetty Montilla Alexandre Herchcovitch Eliseu Cabral | Titi Muller Luis Vaz                    |
| 5        | 10 de novembro de 2014 | Silvetty Montilla Eliseu Cabral                        | Vagner Cavalcanti Alexia Twyster        |
| 6        | 17 de novembro de 2014 | Silvetty Montilla Alexandre Herchcovitch               | Lully Fashion Sissi Girl José Victorino |
| 7        | 8 de dezembro de 2014  | não houve                                              | não houve                               |

## Dublagens (Recuperação)
Depois da avaliação, as duas drags com as performances consideradas "mais fracas" vão para recuperação que é um show livre com duração de até três minutos, onde as drags terão que dublar, separadamente, uma música e mostrar todo seu talento diante de uma performance.
| Episódio | Duelo | Duelo | Duelo | Música                                                                                  | Eliminada                        |
| -------- | --- | --- | --- | --------------------------------------------------------------------------------------- | -------------------------------- |
| 1        | Rita von Hunty                                                                                           | vs. | Laurie Blue                                                                                              | Brand New Day (Lorena Simpson)                                                          | Não houve                        |
| 2        | Musa | vs. | Hidra Von Carter                                                                                         | Brand New Day (Lorena Simpson)                                                          | Hidra Von Carter                 |
| 3        | Musa | vs. | Laurie Blue                                                                                              | Acabou (Nicky Valentine)                                                                | Laurie Blue                      |
| 4        | Musa | vs. | Lavynia Storm                                                                                            | Cha Cha Boom (Breno Barrteo com Nicky Valentine)                                        | Musa                             |
| 5        | Yasmin Carraroh                                                                                          | vs. | Rita von Hunty                                                                                           | Kiss Kiss Goodbye(Nicky Valentine com Tommy Love) Can't Stop Loving You(Lorena Simpson) | Rita von Hunty                   |
| 6        | Todas as competidoras restantes: Gysella Popovick vs. Xantara Thompson Yasmin Carraroh vs. Lavynia Storm | Todas as competidoras restantes: Gysella Popovick vs. Xantara Thompson Yasmin Carraroh vs. Lavynia Storm | Todas as competidoras restantes: Gysella Popovick vs. Xantara Thompson Yasmin Carraroh vs. Lavynia Storm | My Samba (Nicky Valentine com Breno Barrteo) Pisces (Tommy Love com Natalia Damini)     | Xantara Thompson e Lavynia Storm |

     A participante foi eliminada após sua primeira vez na Recuperação.
     A participante foi eliminada após sua segunda vez na Recuperação.
     A participante foi eliminada após sua terceira vez na Recuperação.
     A participante foi eliminada após a dublagem final.

## Audiência
A recepção do público foi bastante positiva, um mês apôs a sua estreia o primeiro episódio já possuía 100 mil visualizações. Atualmente o canal possui aproximadamente 26 mil escritos e cerca de 1,5 milhões de acessos, com um vídeo ultrapassando 300 mil visualizações.
| Episódio | Data de exibição       | Visualizações | Ref. |
| -------- | ---------------------- | ------------- | ---- |
| 1        | 13 de outubro de 2014  | 340.168 mil   |      |
| 2        | 20 de outubro de 2014  | 188.868 mil   |      |
| 3        | 27 de outubro de 2014  | 164.468 mil   |      |
| 4        | 3 de novembro de 2014  | 160.233 mil   |      |
| 5        | 10 de novembro de 2014 | 157.039 mil   |      |
| 6        | 17 de novembro de 2014 | 156.728 mil   |      |
| 7        | 8 de dezembro de 2014  | 71.408 mil    |      |

## Outras Temporadas
Academia de Drags teve sua segunda temporada transmitida no início de 2016. Uma terceira temporada, prevista para 2017, também já foi confirmada.